# Muntanyes Mandara
Les muntanyes de Mandara són una serralada volcànica que s'estén uns 190 km al llarg de la part nord de la frontera de Camerun-Nigèria, des del riu Benue al sud (9,3° N 12,8° E) al nord-oest de Maroua al nord (11,0° N 13.9° E). L'elevació més alta és el cim del mont Oupay, a 1.494 m sobre el nivell del mar (10°53′ N 13°47′ E).
La regió està densament poblada, principalment per parlants de llengües txàdiques, inclosos els grups ètnics mofu i kirdi.
S'han realitzat extenses investigacions arqueològiques a les muntanyes de Mandara, incloent treballs als jaciments de Diy-Gid-Biy (DGB).

## Geologia
Les muntanyes Mandara es van formar fa milions d'anys quan una placa continental profunda sota el continent africà es va aixecar, fragmentant i dividint les capes superiors a mesura que era empesa cap a la superfície. El clima era significativament més humit en aquells temps, per la qual cosa enormes quantitats de precipitació van formar nombrosos rius que van córrer a través d'aquestes fractures, fent-les més profundes i més amples, resultant en un terreny notablement accidentat.
L'activitat volcànica també jugà una funció en la formació de la cordillera. Les erupcions de lava van formar cons volcànics les xemeneies dels quals foren eventualment omplerts per magma ascendent que finalment es refredà i endurí. Aquests nuclis de materials durs s'anomenen colls volcànics. En el cas de les Muntanyes Mandara, els colls eren molt més resistents a l'erosió que l'exterior dels cons, la qual cosa els va fer desaparèixer amb el temps. Finalment, només les formacions en forma de fus, agulla o cilindre van quedar. Una de les mostres de colls és el cim Kapsiki, popular en la serralada.

## Vegetació
El tipus de vegetació que predomina a les Muntanyes Mandara és la sabana i l'agricultura extensiva.

## Biodiversitat
L'extrem nord de Les Muntanyes Mandara és a uns 20 km de distància del Parc Nacional de Waza (Camerun) a uns 60 km al nord-oest és la petita Reserva Natural d'Erwa (Nigèria). Però la deforestació històrica i la pràctica agrícola, ramadera i metal·lúrgica impedeixen l'arribada de més espècies protegides de les que s'han detectat. La zona muntanyosa està inclosa en el bioma "Prats herbacis, sabanes i matollars tropicals i subtropicals" i l'ecoregió específica s'anomena Mosaic de la meseta de Mandara.

### Fauna
La regió té tres espècies de rèptils endèmiques conegudes, el camaleó de la Muntanya Lefo (Chamaeleo wiedersheimi), Mabuya langheldi i el dragó de paret africà (Tarentola ephippiata).

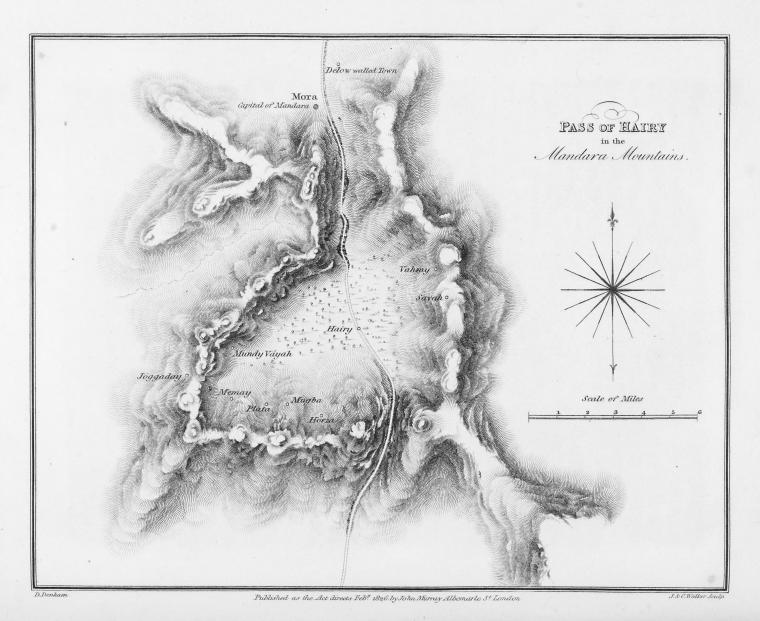
Representació de les Muntanyes Mandara amb el Pas d'Hairy, en un llibre editat el 1826
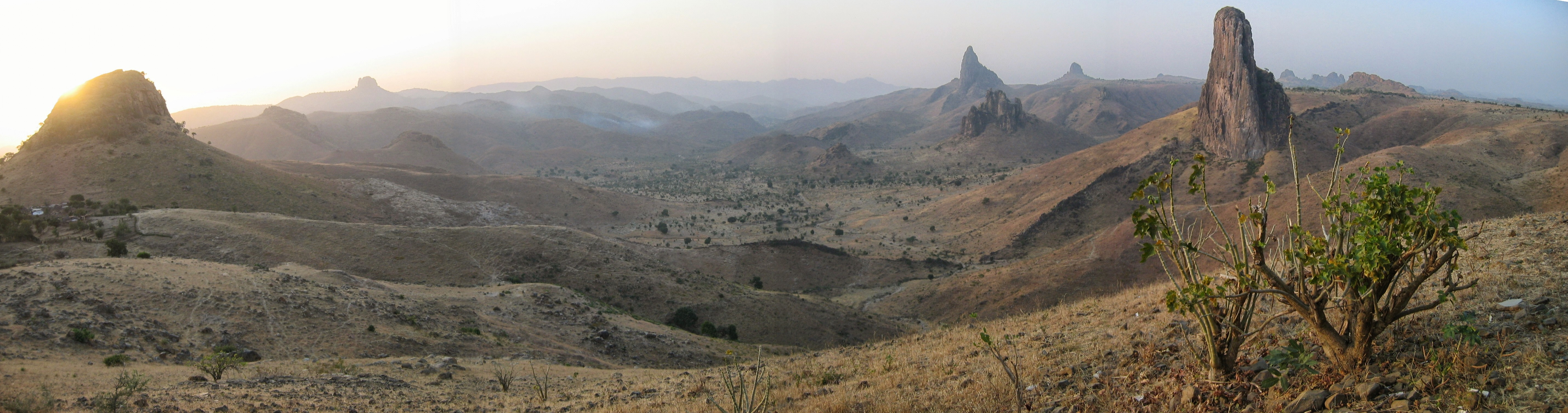
Puigs de Rhumsiki durant l'estació eixuta.
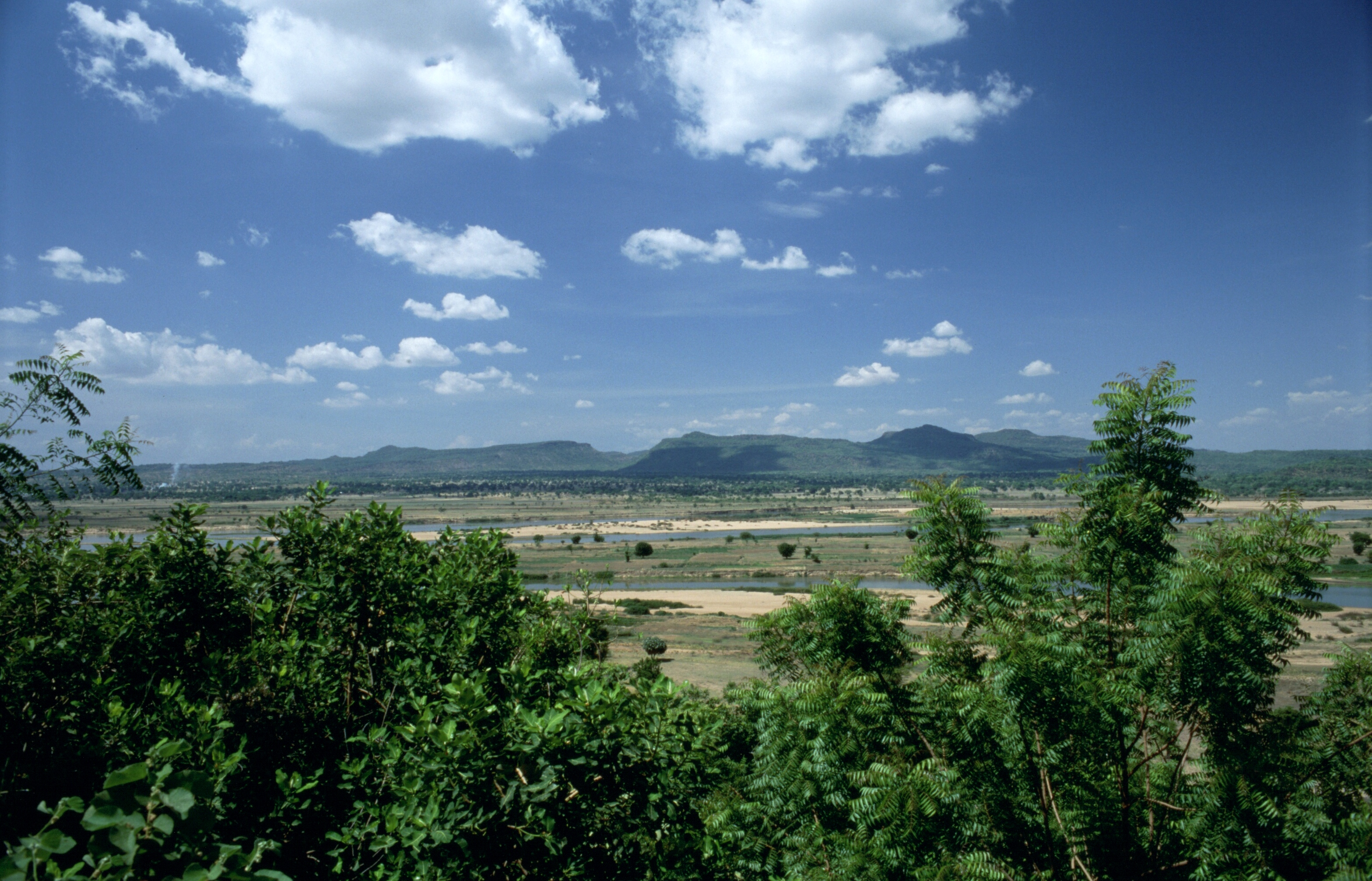
Les Muntanyes Mandara vistes des de la plana (ciutat de Jimeta/Yola), mirant al nord-est.
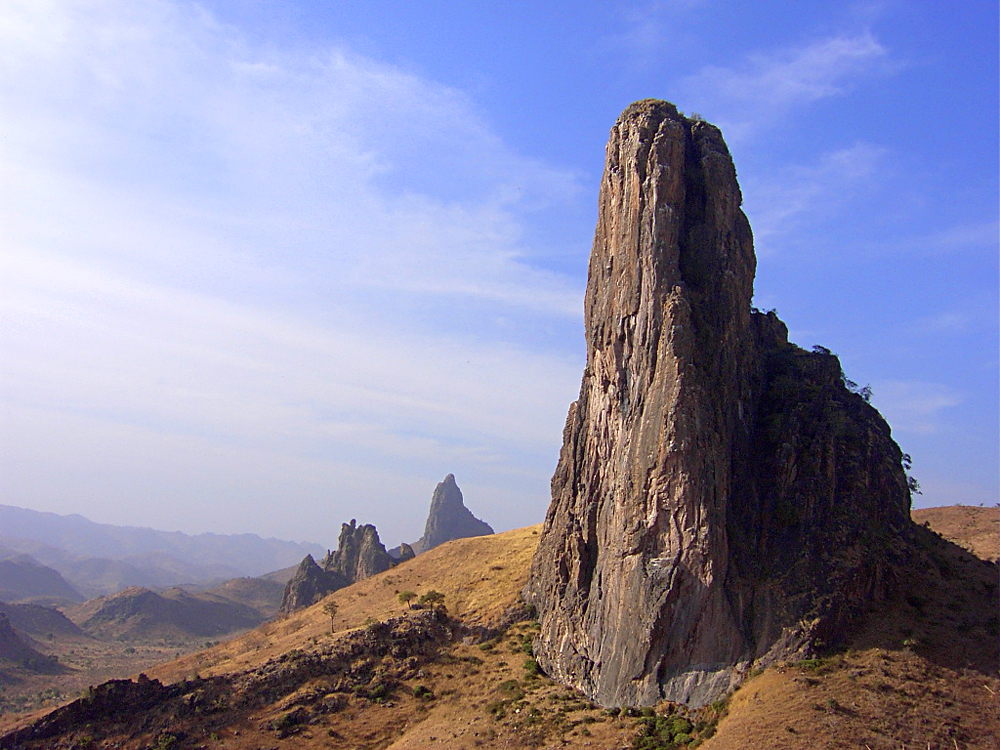
Puig de Rhumsiki, exemple de banyó volcànic.

## Història
Article principal: Regne de Mandara
El Regne de Mandara fou un regne africà a les muntanyes Mandara al modern Camerun. Els mandarawa són els descendents dels habitants del regne. Després d'una llarga dinastia de reis, la regió fou Sultanat fins a la colonització europea.
Per causa de la creació d'estats colonials el territori del Massís de Mandara descrit ha acabat pertanyent al Camerun.